# Eugène Klein
Eugène Klein, né le 28 février 1916 à Avenheim, dans le Kochersberg, et mort le 6 décembre 1992 a été archevêque de Nouméa entre 1972 et 1981.

## Biographie

### Jeunesse
Quatrième d'une fratrie de six enfants, il naît le 28 février 1916, à Avenheim (actuelle commune de Schnersheim, dans le Bas-Rhin), qui fait alors partie de l'Alsace-Lorraine, territoire de l'Empire allemand.

### Prêtre et missionnaire
Il est ordonné prêtre pour les Missionnaires du Sacré-Cœur de Jésus le 16 mai 1943.

### Vicaire apostolique
Le 14 juin 1960, il est nommé vicaire apostolique en Papouasie-Nouvelle-Guinée et reçoit le titre d’évêque titulaire d'Echinus (de). Il est sacré le 25 septembre suivant par Joseph-Charles Lefèbvre, cardinal-archevêque de Bourges.

#### Vatican II
Il participe aux quatre sessions du concile Vatican II.

### Évêque
Le 15 novembre 1966, le vicariat de l'île Yule est élevé au rang de diocèse. Il devient alors le premier évêque de Bereina. 

### Archevêque
Le 5 juin 1971, il est nommé archevêque coadjuteur de l'archidiocèse de Nouméa, et reçoit alors le titre d'archevêque titulaire de Velebusdus (de). Le 7 avril 1972, il succède à Pierre-Paul-Émile Martin (pl) comme archevêque de Nouméa. Le 4 novembre 1979, il sacre évêque auxiliaire de Nouméa Michel-Marie Calvet. Ce dernier lui succède le 19 juin 1981. 

### Retraite et mort
Il passe six ans à l'hôpital de Hautepierre, à Strasbourg, avec une trachéotomie. Il meurt le 6 décembre 1992. Il est enterré au cimetière de son village natal.